# Hildegard Angel
Hildegard Beatriz Angel Bogossian (Rio de Janeiro, 24 de setembro de 1949) é uma jornalista brasileira.

## Vida
Filha da estilista Zuzu Angel e de Norman Angel Jones, irmã de Stuart Angel Jones, Hildegard trabalhou como atriz no teatro, no cinema e na televisão nas décadas de 60 e 70, antes de se tornar conhecida no jornalismo, especialmente como colunista social a partir dos anos 1980. Dedicou-se ao colunismo social no jornal O Globo, e, posteriormente,  de 2003 a 2010, no Jornal do Brasil.
Fundou em 1993 o Instituto Zuzu Angel, entidade sem fins lucrativos dedicada à promoção e à capacitação da moda no Rio de Janeiro, tendo como objetivo principal lembrar a luta de seu irmão, Stuart Angel Jones, e de sua mãe, a estilista Zuzu Angel, que foi assassinada pelos agentes de repressão da Ditadura Militar num acidente de automóvel forjado no bairro de São Conrado, no Rio de Janeiro, em abril de 1976. Mantém atualmente um blog próprio, onde escreve sobre a sociedade carioca e a política nacional.
É colunista do portal Brasil 247.

## Carreira

### Cinema
- 1971 - O Barão Otelo no Barato dos Bilhões
- 1979 - O Caso Cláudia
- 1979 - Terror e Èxtase
- 1980 - Prova de Fogo

### Televisão
- 1972 - Selva de Pedra - Beatriz
- 1978 - Dancin' Days - Ela mesma
- 1978 - O Pulo do Gato - Ela mesma
- 1979 - Os Gigantes - Jurada no julgamento de Paloma

### Teatro
- 1965 -  As Feiticeiras de Salém - direção de João Bethencourt - Teatro Copacabana / Teatro Ginástico
- 1969 -  Berenice - direção de Ana Maria Taborda e Wagner Mello- TPPA - Porto Alegre
- 1969 -  A Dama do Camarote - direção de Amir Haddad - Teatro Maison de France
- 1970 -  Alice no País Divino Maravilhoso - direção de Paulo Afonso Grisolli - Teatro Casa Grande
- 1971 -  A Mãe - direção de Claude Regy - Teatro Maison de France
- 1971 -  Vivendo em Cima da Árvore' - direção Ziembinsky - Teatro Nacional de Comédias
- 1972 -  Freud Explica - direção de João Bethencourt - Teatro Maison de France
- 1973 -  A Venerável Madame Goneau - direção de João Bethencourt - Teatro Mesbla / Teatro Serrador
- 1974 -  Gracias Señor - Grupo Oficina - direção de José Celso Martinez Corrêa - Teatro Tereza Rachel
- 1975 -  Marido, Matriz e Filial - direção de Aderbal Freire Junior (Aderbal Filho) - Teatro Santa Rosa
- 1976 -  Bonifácio Bilhões - direção de João Bethencourt - Teatro da Praia